# Естре Сен Дени
Естре Сен Дени (фр. Estrées-Saint-Denis) насеље је и општина у североисточној Француској у региону Пикардија, у департману Оаза која припада префектури Компјењ.
По подацима из 2011. године у општини је живело 3553 становника, а густина насељености је износила 439,73 становника/km². Општина се простире на површини од 8,08 km². Налази се на средњој надморској висини од 70 метара (максималној 118 m, а минималној 69 m).

## Демографија
| 1962. | 1968. | 1975. | 1982. | 1990. | 1999. | 2011. |
| ----- | ----- | ----- | ----- | ----- | ----- | ----- |
| 1.660 | 1.678 | 2.488 | 3.486 | 3.501 | 3.542 | 3.553 |

График промене броја становника у току последњих година